# Sigismondo I Malatesta
Sigismondo I Malatesta (Rimini, 24 ottobre 1498 – Reggio Emilia, 27 dicembre 1543) è stato un condottiero italiano.

## Biografia
Era figlio di Pandolfo IV Malatesta, ultimo signore di Rimini, e di Violante Bentivoglio di Bologna.
Nel 1513, all'età di quindici anni, venne inviato dal padre a Roma per prestare ubbidienza al papa Leone X, da poco eletto, e per tentare di riavere la signoria di Rimini, persa dal padre nel 1500, ma senza esito. Alla morte del papa nel 1521, Sigismondo chiese inutilmente l'aiuto del duca di Urbino e cinse d'assedio Rimini, ma venne respinto. L'anno seguente gli riuscì di ripristinare la signoria dei Malatesta, ma dovette ben presto soccombere all'esercito pontificio.
Passò al soldo degli Estensi e recuperò alcune città in mano ai pontifici. Fu al servizio di Carlo V in Lombardia, partecipando alla battaglia di Pavia (1525). Il 14 giugno 1527, mentre papa Clemente VII si trovava assediato dai lanzichenecchi in Castel Sant'Angelo, Sigismondo tentò di impossessarsi nuovamente di Rimini, ma non della simpatia dei suoi abitanti. Commise numerose atrocità nei confronti dei riminesi, che invocarono l'intervento del papa per liberarsi di Sigismondo. Clemente VII inviò l'allora vescovo Giovanni Maria Ciocchi del Monte con 300 cavalli che liberò la città: Sigismondo fu costretto all'esilio il 17 giugno 1528.
Andò al servizio della Repubblica di Venezia, quindi del duca di Ferrara Alfonso I d'Este e quindi del ducato di Mantova. Dal 1534 al 1538 radunò dei soldati per poter attaccare ancora Rimini, ma venne nuovamente respinto. Tornato nel ducato di Ferrara, prese sistemazione a Reggio, dove morì nel 1543.

## Discendenza
Pandolfo sposò nel 1522 Giulia Pico, figlia di Giovanni Francesco Pico ed ebbero tre figli:
- Carlo Paolo (battezzato il 16 giugno 1531[3]-?);
- Roberto (?-in battaglia a Cipro 1570), condottiero al servizio della Serenissima[4]; sposò Camilla di Costanzo e lasciò discendenza[5];
- Ercole (?-1591), condottiero

## Ascendenza
|                                             |                                            |                                                | Genitori                                               |  |  | Nonni |  |  | Bisnonni                                         |  |  | Trisnonni                               |  |
|                                             |                                            |                                                |                                                        |  |  |       |  |  | Sigismondo Pandolfo Malatesta, signore di Rimini |  |  | Pandolfo III Malatesta, signore di Fano |  |
|                                             |                                            |                                                |                                                        |  |  |       |  |  | Sigismondo Pandolfo Malatesta, signore di Rimini |  |  | Pandolfo III Malatesta, signore di Fano |  |
|                                             |                                            | Antonia da Barignano                           |                                                        |  |  |       |  |  | Sigismondo Pandolfo Malatesta, signore di Rimini |  |  |                                         |  |
| Roberto Malatesta, signore di Rimini        |                                            |                                                |                                                        |  |  |       |  |  | Sigismondo Pandolfo Malatesta, signore di Rimini |  |  |                                         |  |
|                                             |                                            | Vannetta Toschi                                | Galeotto Toschi                                        |  |  |       |  |  |                                                  |  |  |                                         |  |
|                                             |                                            | Vannetta Toschi                                | Galeotto Toschi                                        |  |  |       |  |  |                                                  |  |  |                                         |  |
|                                             |                                            | Vannetta Toschi                                | …                                                      |  |  |       |  |  |                                                  |  |  |                                         |  |
| Pandolfo IV Malatesta, signore di Rimini    |                                            | Vannetta Toschi                                |                                                        |  |  |       |  |  |                                                  |  |  |                                         |  |
|                                             |                                            | …                                              | …                                                      |  |  |       |  |  |                                                  |  |  |                                         |  |
|                                             |                                            | …                                              | …                                                      |  |  |       |  |  |                                                  |  |  |                                         |  |
|                                             |                                            | …                                              | …                                                      |  |  |       |  |  |                                                  |  |  |                                         |  |
| Elisabetta Aldobrandini                     |                                            | …                                              |                                                        |  |  |       |  |  |                                                  |  |  |                                         |  |
|                                             |                                            | …                                              | …                                                      |  |  |       |  |  |                                                  |  |  |                                         |  |
|                                             |                                            | …                                              | …                                                      |  |  |       |  |  |                                                  |  |  |                                         |  |
|                                             |                                            | …                                              | …                                                      |  |  |       |  |  |                                                  |  |  |                                         |  |
| Sigismondo I Malatesta                      |                                            | …                                              |                                                        |  |  |       |  |  |                                                  |  |  |                                         |  |
|                                             | Annibale I Bentivoglio, signore di Bologna | Anton Galeazzo Bentivoglio, signore di Bologna |                                                        |  |  |       |  |  |                                                  |  |  |                                         |  |
|                                             | Annibale I Bentivoglio, signore di Bologna | Anton Galeazzo Bentivoglio, signore di Bologna |                                                        |  |  |       |  |  |                                                  |  |  |                                         |  |
|                                             | Annibale I Bentivoglio, signore di Bologna | Francesca Gozzadini                            |                                                        |  |  |       |  |  |                                                  |  |  |                                         |  |
| Giovanni II Bentivoglio, signore di Bologna | Annibale I Bentivoglio, signore di Bologna |                                                |                                                        |  |  |       |  |  |                                                  |  |  |                                         |  |
|                                             |                                            | Donnina Visconti                               | Lancillotto Visconti                                   |  |  |       |  |  |                                                  |  |  |                                         |  |
|                                             |                                            | Donnina Visconti                               | Lancillotto Visconti                                   |  |  |       |  |  |                                                  |  |  |                                         |  |
|                                             |                                            | Donnina Visconti                               | …                                                      |  |  |       |  |  |                                                  |  |  |                                         |  |
| Violante Bentivoglio                        |                                            | Donnina Visconti                               |                                                        |  |  |       |  |  |                                                  |  |  |                                         |  |
|                                             |                                            | Alessandro Sforza, signore di Pesaro           | Giacomo "Muzio" Attendolo "Sforza", conte di Cotignola |  |  |       |  |  |                                                  |  |  |                                         |  |
|                                             |                                            | Alessandro Sforza, signore di Pesaro           | Giacomo "Muzio" Attendolo "Sforza", conte di Cotignola |  |  |       |  |  |                                                  |  |  |                                         |  |
|                                             |                                            | Alessandro Sforza, signore di Pesaro           | Lucia Terzani                                          |  |  |       |  |  |                                                  |  |  |                                         |  |
| Ginevra Sforza                              |                                            | Alessandro Sforza, signore di Pesaro           |                                                        |  |  |       |  |  |                                                  |  |  |                                         |  |
|                                             |                                            | …                                              | …                                                      |  |  |       |  |  |                                                  |  |  |                                         |  |
|                                             |                                            | …                                              | …                                                      |  |  |       |  |  |                                                  |  |  |                                         |  |
|                                             |                                            | …                                              | …                                                      |  |  |       |  |  |                                                  |  |  |                                         |  |
|                                             |                                            | …                                              |                                                        |  |  |       |  |  |                                                  |  |  |                                         |  |